# Alles wat ademt
Alles wat ademt is een lied uit 1985 van Rob de Nijs. Het is geschreven door Gerard Stellaard, Lennaert Nijgh en Belinda Meuldijk. Het lied heeft vrede als thema.
Alles wat ademt was tot dan toe De Nijs' grootste hit, totdat dit succes elf jaar later werd overtroffen door Banger hart.

## Tekst
De in het lied vaker terugkerende zin laat alles wat ademt in vrede bestaan komt uit Psalm 150 vers 6. Hier is het gebruikt als protest tegen de Koude Oorlog.
Het laatste couplet is in het Engels en Russisch, het laatste refrein in het Nederlands en Russisch:

Власти играют смерти игру,
обе боясь встречи в аду.
Life’s not to take,
but peace ours to give.
Пусть всё что дышит,
мирно живёт!
Laat alles wat ademt,
in vrede bestaan!

## Andere uitvoeringen
- Rob de Nijs nam Alles wat ademt ook in het Engels op onder de titel Let love be the answer. De Amerikaanse zanger Joe Bourne coverde deze versie in 1989 op zijn album Bourne in Holland met vertalingen van Nederpopklassiekers.
- Demis Roussos nam het op als Let the bells ringing.
- Karel Gott nam de Duitse versie op onder de titel Hinter der Sonne.
- Belle Perez bracht in 2012 haar versie uit.
- In 2021 bracht Hape Kerkeling onder de titel Danke Silvester! Hallo neues Jahr! een Duitstalige cover uit.[2]
- David Vandyck vertolkte het in 2022

### Persiflage
- Henk Spaan zong het in een van de laatste Pisa-uitzendingen als Alles wat aanbrandt.

## Hitnotering
Het vredeslied steeg tijdens de kersttijd naar de tweede plaats in de Nederlandse hitparades. Elton John hield hem daar van de eerste plaats af met Nikita; ook dat lied had als onderwerp de Koude Oorlog.

### Nederlandse Top 40
| Positie: | 33 | 17 | 7 | 6 | 5 | 2 | 2 | 4 | 12 | 23 | 39 | uit |

### NederlandseMega top 50
| Positie: | 20 | 11 | 5 | 2 | 2 | 2 | 2 | 5 | 12 | 24 | 32 | uit |

### BelgischeBRT Top 30
| Positie: | 17 | 6 | 9 | 7 | 5 | 6 | 14 | 9 | 21 | uit |

### VlaamseUltratop 30
| Positie: | 15 | 7 | 7 | 7 | 5 | 4 | 6 | 14 | 22 | 38 | uit |

### NPO Radio 2 Top 2000
| Nummer met noteringen in de NPO Radio 2 Top 2000 | '99 | '00  | '01 | '02  | '03  | '04  | '05 | '06 | '07  | '08 | '09  | '10  | '11  | '12  | '13  | '14  | '15-'21 | '22  | '23  | '24  |
| ------------------------------------------------ | --- | ---- | --- | ---- | ---- | ---- | --- | --- | ---- | --- | ---- | ---- | ---- | ---- | ---- | ---- | ------- | ---- | ---- | ---- |
| Alles wat ademt                                  | 724 | 1053 | 608 | 1020 | 1197 | 1016 | 965 | 971 | 1032 | 997 | 1395 | 1429 | 1576 | 1782 | 1792 | 1924 | -       | 1746 | 1255 | 1337 |

1. ↑  Een '-' betekent dat het nummer niet was genoteerd en een vetgedrukt getal geeft de hoogste notering aan.

### Evergreen Top 1000
| Evergreen Top 1000 "Alles wat ademt" | Evergreen Top 1000 "Alles wat ademt" | Evergreen Top 1000 "Alles wat ademt" | Evergreen Top 1000 "Alles wat ademt" | Evergreen Top 1000 "Alles wat ademt" | Evergreen Top 1000 "Alles wat ademt" | Evergreen Top 1000 "Alles wat ademt" | Evergreen Top 1000 "Alles wat ademt" | Evergreen Top 1000 "Alles wat ademt" | Evergreen Top 1000 "Alles wat ademt" | Evergreen Top 1000 "Alles wat ademt" | Evergreen Top 1000 "Alles wat ademt" | Evergreen Top 1000 "Alles wat ademt" | Evergreen Top 1000 "Alles wat ademt" | Evergreen Top 1000 "Alles wat ademt" | Evergreen Top 1000 "Alles wat ademt" | Evergreen Top 1000 "Alles wat ademt" |
| Jaar                                 | 2008                                 | 2009                                 | 2010                                 | 2011                                 | 2012                                 | 2013                                 | 2014                                 | 2015                                 | 2016                                 | 2017                                 | 2018                                 | 2019                                 | 2020                                 | 2021                                 | 2022                                 | 2023                                 |
| ------------------------------------ | ------------------------------------ | ------------------------------------ | ------------------------------------ | ------------------------------------ | ------------------------------------ | ------------------------------------ | ------------------------------------ | ------------------------------------ | ------------------------------------ | ------------------------------------ | ------------------------------------ | ------------------------------------ | ------------------------------------ | ------------------------------------ | ------------------------------------ | ------------------------------------ |
| Positie                              | -                                    | -                                    | -                                    | -                                    | -                                    | 317                                  | 604                                  | 479                                  | 246                                  | 438                                  | 559                                  | 513                                  | 171                                  | 318                                  | 193                                  | 115                                  |

Alles wat ademt · Avond · De nachtwacht · Élégie prénatale · Het Land van Maas en Waal · Ik doe wat ik doe · Jan Klaassen de trompetter · Liefde van later · Malle Babbe · Prikkebeen · Pastorale · Strand · Testament · Verdronken vlinder · Welterusten, meneer de president